# Sabine Heitling
Sabine Letícia Heitling (Santa Cruz do Sul, 2 de julho de 1987) é uma atleta brasileira, especialista em provas de meio-fundo.
Começou a correr aos 12 anos, e dois anos depois vencia os 1.000m rasos nas Olimpíadas Escolares. Passou a integrar a equipe de atletismo da Universidade de Santa Cruz do Sul e estabeleceu recordes juvenis nas provas de meio-fundo.
Competiu nos Jogos Pan-Americanos de 2007, onde foi a primeira campeã pan-americana da prova dos 3000 metros com obstáculos, já que foi incluída pela primeira vez na edição de 2007. Antes do Pan, ela havia conquistado a prova nos Jogos Universitários Brasileiros de 2007, em Itajaí, Santa Catarina. Nos Jogos Pan-Americanos de 2011 conquistou a medalha de bronze nos 3000 m com obstáculos.
Entre 2013 e 2014, foi banida das pistas por teste positivo de doping para Dimetilamilamina.
Em 2015, Sabine foi competir na equipe Associação Pé de Vento em Petrópolis visando se classificar para os Jogos Olímpicos de Verão de 2016 no Rio de Janeiro. Acabou desistindo do plano olímpico ao engravidar, mas fez parte do revezamento da tocha quando esta passou em Santa Cruz do Sul.